# شهرزاد هلال
شهرزاد هلال مطربة وملحنة وباحثة في العلوم الموسيقية وأستاذة جامعية بالمعهد العالي للموسيقى بتونس.

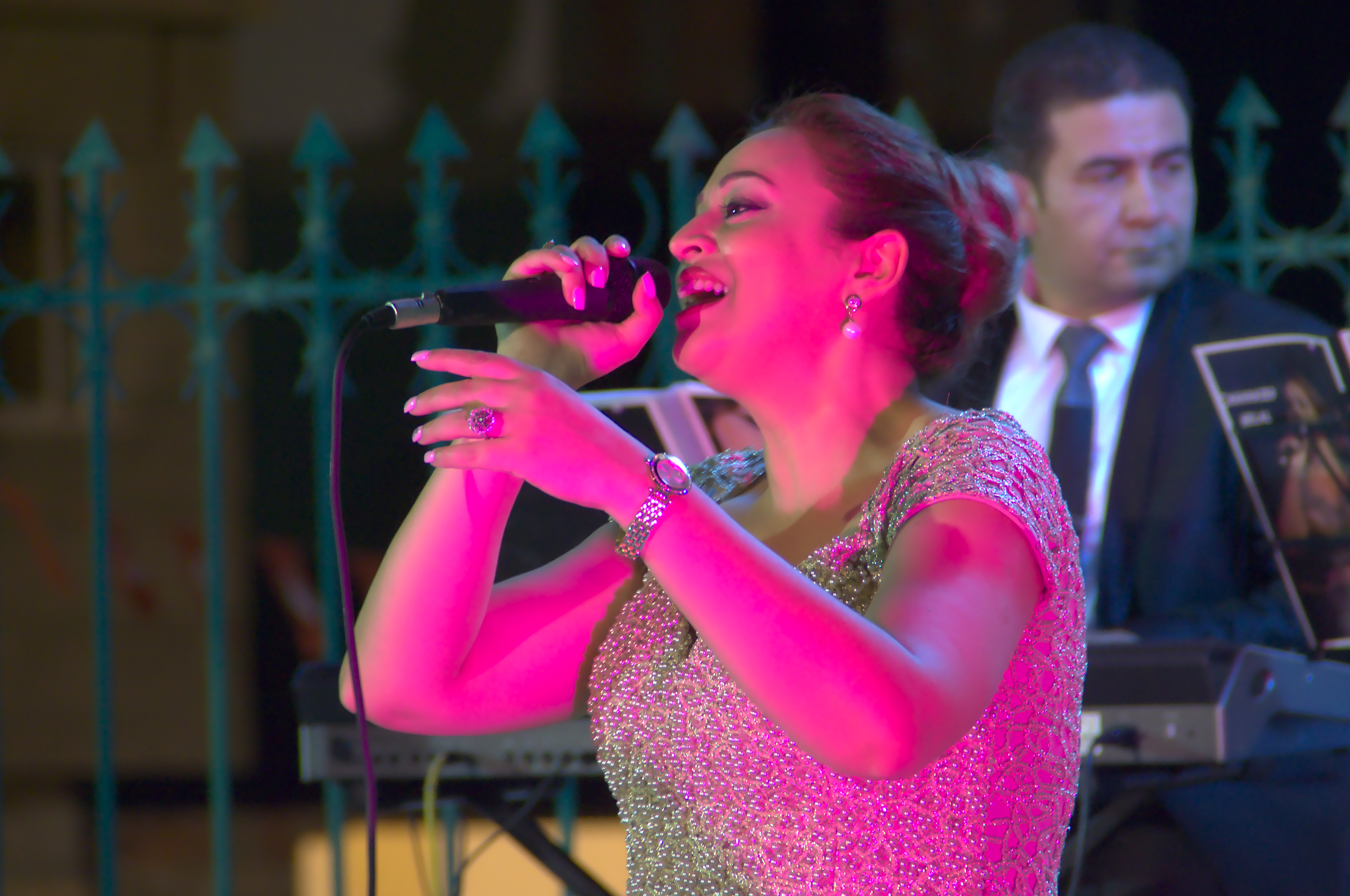
شهرزاد هلال خلال مهرجان المدينة بصيادة سنة 2017

## الشهادات العلمية
- 1999 ديبلوم الموسيقى العربية اثر الدراسة بالمعهد الوطني للموسيقى بتونس لمدة سبعة سنوات.
- 2002 شهادة الأستاذية في العلوم الموسيقية بتونس
- 2012 دكتوراه في الموسيقى والعلوم موسيقية من جامعة السوربون[2]

## المشاركات والعروض الموسيقية
من أبرز المشاركات:
- 1993 مهرجان المدينة بتونس مع مجموعة زخارف عربية بقيادة المايسترو محمد القرفي.
- 1994 مهرجان قرطاج الدولي مع مجموعة زخارف عربية
- 1998 مهرجان المدينة بتونس في عرض «أنا هويت» مع مجموعة البحر الأبيض المتوسط بقيادة كمال الفرجاني.
- 2002 المهرجان الدولي للموسيقى السيمفونية بالجم مع الأركستر السمفوني التونسي بقيادة المايسترو أحمد عاشور.
- 2003 افتتاح مهرجان قرطاج الدولي عرض غموق الورد لمراد الصقلي.[4]
- 2007 مهرجان قرطاج الدولي في عرض ديوان المنشدين لسمير العقربي.
- 2009 مهرجان قرطاج الدولي خمسينية الفنانة صليحة في عرض «أم الحسن غنات».[5]

قدمت شهرزاد هلال العديد من العروض بمهرجانات المدن والحفلات الرمضانية بمختلف ولايات الجمهورية التونسية في عروض من تصور وفكرة شهرزاد هلال معتمدة على انتاجها الخاص من الأغاني التي تعاملت فيها مع مجموعة من الشعراء والملحنين التونسيين بالإضافة إلى ما قامت بتلحينه من أغاني يغلب علبها الطابع التونسي محافظة بذلك على الأصالة والهوية التونسية. من العروض الموسيقية التي أنتجتها الفنانة نذكر: عنبر الليل2009 – بالحب أتيتك 2010– ياسمين 2008 – نهونديات 2013.و في ما يلي أهم المشاركات:
- 2003 عرض -نوبة السيكاه- بمركز الموسيقى العربية والمتوسطية ״النجمة الزهراء״.[10]
- 2008 تظاهرة موسيقيون من تونس بالنجمة الزهراء في عرض قصيد.[11]
- 2008 عرض قصيد في اطار مهرجان قرطاج الدولي بقصر العبدلية.
- 2010 عرض نسمات في أول دورة من أيام قرطاج الموسيقية.[12]
- 2011 مهرجان الحمامات الدولي في عرض أرض الزيتونة لمراد الصقلي.[13]
- 2012 عرض «وطن الحب» في مهرجان قرطاج الدولي.[14]
- 2013 عرض نهونديات في مهرجان ليالي المتحف بسوسة.[15]
- 2013 عرض نهونديات بمهرجان بو قرنين الدولي.
- 2013 عرض نهونديات بالمهرجان الدولي للمالوف والموسيقى التقليدية بتستور.
- 2014 افتتاح مهرجان ليالي العبدلية بالمرسى بعرض «احكي يا شهرزاد»[16]
- 2014 عرض احكي يا شهرزاد في مهرجان الحمامات الدولي (فكرة وتصور شهرزاد هلال)[17]
- 2015 المشاركة بعرض «احكي يا شهرزاد»[18] في الدورة الثانية لأيام قرطاج[19] الموسيقية.[20]
- 2016 عرض «نغمات» في مهرجان ربيع سوسة الدولي.[21]

### المشاركات خارج تونس
- 1998 غنت شهرزاد هلال في دار الأوبرا بالقاهرة في اطار مهرجان الموسيقى العربية.
- 2011 عرض موسيقي في اليونان مع مجموعة البحر الأبيض المتوسط بمصاحبة الأركسترا السمفوني بتيسالونيك.
- 2012 عرض موسيقي بهامبورق في تظاهرة «ربيع الشرق» مع مجموعة البحر الأبيض المتوسط.
- 2014 تقديم عرض في مهرجان أصوات نسائية بتطوان بالمغرب [22] بدعوى من الملك محمد السادس.[23]
- 2015 تقديم عرض احك يا شهرزاد[24] في تظاهرة قسنطينة عاصمة[25] للثقافة العربية بالجزائر في الأسبوع الثقافي التونسي.[26]

## الإنتاج الخاص
- لها تجربة محترمة في مجال التلحين بالإضافة إلى تعاملها مع مجموعة من الملحنين المحترفين وامتلاكها لإنتاج خاص نال استحسان الجمهور وشهادة طيبة من أهل الاختصاص والإعلاميين.
- 2015 قامت بانتاج وتقديم منوعة اذاعية بإذاعة تونس الثقافية تحت عنوان «كوكب الشرق».

عناوين الأغاني
- آش مازال: كلمات حاتم القيزاني ألحان شهرزاد هلال
- جاد الزمان بالحب: كلمات علي الورتاني ألحان عبد الحفيظ القلمامي
- لو كان تنسى: كلمات علي المرزوقي ألحان شهرزاد هلال
- خوذ وقتك: كلمات البشير اللقاني ألحان شهرزاد هلال
- وراسك: كلمات البشير اللقاني وألحان شهرزاد هلال
- نارو زادت نارين: كلمات وألحان علي عبودة
- تذكرتك والدنيا ربيع: كلمات رجاء الشابي وألحان شهرزاد هلال
- يا حمامة طارت: ألحان التراث كلمات حاتم القيزاني
- بلادي العزيزة: كلمات ألحان شهرزاد هلال
- ليك أمانة: إعادة للتراث
- مغرومة كلمات وألحان شهرزاد هلال
- تونس يا فخر العرب كلمات عبد الوهاب المنصوري وألحان شهرزاد هلال
- الوطن يا ابني كلمات الجليدي العويني وألحان عبد الحفيظ القلمامي
- النسمات اللي تهب جديدة كلمات راضية الشهايبي وألحان شهرزاد هلال
- انحبك كلمات وألحان شهرزاد هلال

## الاصدارات
- 2010 أغنية منفردة نارو زادت نارين.[27] single
- 2011ألبوم لو تنسى.[28]
- 2012ألبوم سهرة طرب l[29] ive.
- 2014 يا حمامة طارت أغنية منفردة.[30]
- 2015 أش مازال [31] أغنية منفردة[32]
- 2015 بلادي العزيزة أغنية منفردة[33]
- 2015 قامت بتلحين وأداء أوبيرات «يا تونس العز» قدمت في تظاهرة ملكة جمال تونس لسنة 2015.
- 2016 «ليك أمانة» أغنية منفردة.[34]

## الجوائز
- 2002 تحصلت على جائزة رئيس الجمهورية للمتفوفين في يوم العلم.
- 2010 توجت بجائزة أفضل صوت وأحسن أداء في مهرجان الإسكندرية الدولي للأغنية العربية عن أغنية «أين عقلي» وذلك سنة 2010.[35]
- 2009 تحصلت على جائزة أفضل أغنية وطنية في مهرجان الأغنية الوطنية عن أغنية «الوطن يا ابني» وهي من كلمات الجليدي العويني وألحان عبد الحفيظ القلمامي.
- 2003 قامت بتصوير ثلاث حلقات من منوعة» أدوارII» المختصة في الأغاني الطربية المنتقاة من تراث الموسيقى العربية وقد حازت حلقة مقام السيكاه على الجائزة الفضية في مهرجان الإذاعة والتلفزيون بالقاهرة.
- 2013 توجت بجائزة أفضل أداء في الدورة السادسة عشر من مهرجان الأغنية العربية الذي ينظمه الاتحاد الدولي للإذاعات العربية وذلك بأغنية «ما أظلمك»[36] وهي من تلحين رضا الشمك وكلمات عبد الوهاب المنصوري.[37]